# Моріуті Тосіюкі
Моріуті Тосіюкі (яп. 森内 俊之) - японський професійний гравець у сьоґі, 9-й дан, 18-й довічний Мейдзін. Володар двох найголовніших титулів сьоґі - (Рюо і Мейдзін) 2013 року.

## Біографія
- Народився 10 жовтня 1970 в місті Йокогама (префектура Канаґава), на 13 днів молодший від Хабу Йосіхару. Представник «покоління Хабу» - групи ровесників Хабу, які домінують у світі сьоґі впродовж останніх 20 років.
- 1982: вступив до Сьорейкай, ставши учнем Кацуури Осаму[ja] 9 дану.
- 1987: отримавши 4-й дан, став професіоналом.
- 2002: отримав 9-й дан за те, що завоював звання Мейдзін.
- 2007: отримав звання «18-й довічний Мейдзін» за те, що завоював звання вп'яте.

Разом з Есіхару Хабу і Сато Ясуміцу входить у дослідну «Групу Сіма» .
Хабу і Моріуті - «двоюрідні брати» по сьогі: їх вчителі (Футакамі і Кацуура) вчилися в одного й того самого вчителя -  Ватанабе Тоїчі, почесного 9 дану.

## Перемоги
| Титул   | Сезони завоювань титулу    | Кількість титулів |
| ------- | -------------------------- | ----------------- |
| Мейдзін | 2002, 2004—2007, 2011—2013 | 8                 |
| Рюо     | 2003, 2013                 | 2                 |
| Осьо    | 2003                       | 1                 |
| Кіо     | 2005                       | 1                 |

- Загалом титулів: 12
- Участь у фіналі титульних матчів: 22
- Нетитульних перемог: 12 [2]

## Шахи
Крім сьоґі, Моріуті грає в західні шахи, маючи станом на 2013 рік рейтинг ФІДЕ 2310 (3-є місце в рейтинг-листі серед шахістів Японії, що грали тоді) . Разом з Хабу регулярно бере участь у різних шахових подіях Японії.